# Camptozygum aequale
Camptozygum aequale is een wants uit de familie van de blindwantsen (Miridae). De soort werd het eerst wetenschappelijk beschreven door Charles Joseph de Villers in 1789.

## Uiterlijk
De ovale wants is altijd macropteer en kan 4,5 tot 5 mm lang worden. De pootjes zijn kort en geel met vaak roodbruine stipjes. De kleur van het lichaam is zeer variabel van bruingeel tot zwart en het lijf is bedekt met zeer fijne lichte haartjes. De antennes hebben een geelachtige kleur, segmenten drie en vier zijn samen korter dan het tweede segment. Het scutellum heeft duidelijke putjes en is net als de kop geelbruin tot roodbruin van kleur.

## Leefwijze
De soort is volwassen van juni tot september en overwintert als eitje. Ze leven van de sap van de bloeiwijzen en jonge twijgen van coniferen. Voornamelijk grove den (Pinus sylvestris) maar ook wel op fijnspar (Picea abies). Ze eten ook regelmatig kleine insecten zoals bladluizen (Aphidoidea). Er is één generatie per jaar.

## Leefgebied
In Nederland is de soort algemeen op dennen in tuinen en parken of heidegebied met uitzondering van Flevoland en de kustgebieden. Het verspreidingsgebied is verder Palearctisch, van Europa tot Azië. De wants is inmiddels ook in Noord-Amerika geïntroduceerd.